# Arlette Testyler
Pour les articles homonymes, voir Testyler.
Arlette Testyler, née Reiman le 30 mars 1933 dans le 12e arrondissement de Paris, est une Française de confession juive dont la famille est originaire de Pologne. Raflée avec sa sœur et sa mère le 16 juillet 1942, elle survit à la rafle du Vélodrome d'Hiver et à l'internement au camp de transit de Beaune-la-Rolande. Elles vivent ensuite cachées dans une famille d'artisans-savetiers, à Vendôme, en Touraine.
Arlette Testyler est devenue un témoin de la Shoah.

## Biographie
Arlette Reiman,,, est née le 30 mars 1933 à Paris. Son père, Abraham Reiman est né le 26 octobre 1904 à Velyki Mosty, dans l'oblast de Lviv, à l'époque en Pologne, aujourd'hui en Ukraine. Sa mère est née à Tartakow (Tatarkiv) en Lituanie, puis en Pologne et aujourd'hui en Ukraine.

### Paris
Abraham Reiman n'a pas encore vingt ans lorsqu'il arrive en France. Il dit souvent à sa fille Arlette que la France, « c'est le pays des droits de l'homme, le pays de Voltaire, Rousseau, Zola. »
Il est artisan fourreur.

### Seconde Guerre mondiale
Abraham Reiman s'engage comme volontaire en 1939. Il fait ses classes au Barcarès (Pyrénées-Orientales). Il revient à Paris, après sa démobilisation.
Il est arrêté en mai 1941 lors de la rafle du billet vert. Convoqué au commissariat, il s'y rend. Il est interné au camp de Pithiviers le 14 mai 1941 et déporté dans le convoi n° 4, du 25 juin 1942, de Pithiviers vers Auschwitz.
Sa dernière adresse est au 114 rue du Temple dans le 3e arrondissement ; il a 37 ans.
Arlette est arrêtée lors de la Rafle du Vélodrome d'Hiver, puis internée au Camp de Beaune-la-Rolande, d'ou elle s'évade, et est enfant cachée à Vendôme.

## Œuvre
- Arlette et Charles Testyler, Les Enfants aussi !, préface de Tatiana de Rosnay, Éditions Delattre, 2010, 256 p.  (ISBN 978-2-915907-86-5)

## Honneurs
- Officière de la Légion d'honneur le 11 juillet 2025[8].
- Chevalier de la Légion d'honneur[9] Médaille remise le 6 avril 2011, à la présidente fondatrice de l’association Mémoire et Vigilance des lycéens par Richard Prasquier,  président du Conseil représentatif des institutions juives de France. Commandeur de l'ordre des Palmes académiques, à titre exceptionnel (2025)[10]